# Fetty Wap
Willie Junior Maxwell II (Paterson, Nueva Jersey, 7 de junio de 1991), conocido por su nombre artístico Fetty Wap, es un rapero, Cantante y Compositor estadounidense. Saltó a la fama en 2015 con su sencillo debut «Trap Queen», que se convirtió en un éxito en Estados Unidos al situarse en la posición 2 del Billboard Hot 100. Posteriormente, publicó los sencillos «679» y «My Way» que también entraron a las primeras diez posiciones de dicha lista de popularidad estadounidense.
En septiembre de 2015, lanzó su álbum debut y epónimo, que tuvo éxito en los Estados Unidos al entrar en el puesto número uno del Billboard 200, y en reconocimiento a sus ventas en referido país la RIAA lo certificó platino, que equivale a un millón de ejemplares comercializados.

## Carrera musical

### Comienzos
En 2013, Wap comenzó a hacer música como un rapero solista y luego se interesó en cantar porque «quería hacer algo diferente». A finales de 2013, inspirado en una mujer que pretendía, escribió una canción llamada «Trap Queen», que grabó en marzo de 2014 con el productor Tony Fadd, de RGF Productions. Él incluyó al tema en su mixtape (EP) debut Up Next, que salió los mercados musicales de Paterson a mediados de julio de 2014. Wap también lanzó la mixtape en SoundCloud. El 22 de abril Wap publicó a Trap Queen de manera independiente. La mixtape y «Trap Queen» empezaron a ganar popularidad en Nueva Jersey y en otros estados, y para noviembre contaba con más de un millón de reproducciones en SoundCloud.
A principios de noviembre de 2014, firmó un acuerdo de grabación con los sellos discográficos 300 Entertainment y RGF Productions. El 15 de diciembre se lanzó en iTunes una nueva versión de «Trap Queen». Wap integró un grupo de rap llamado Remy Boyz 1738, en el que también participan P-Dice y Montana «Monty» Buckz. El artista fue apodado «Fetty», un argot para referirse al «dinero», ya que su propósito como rapero era hacer dinero; él posteriormente añadió «Wap» al final del seudónimo para homenajear a Gucci Mane, «quien también es conocido como Guwop».

### 2015-16: revelación y éxito internacional conTrap Queen

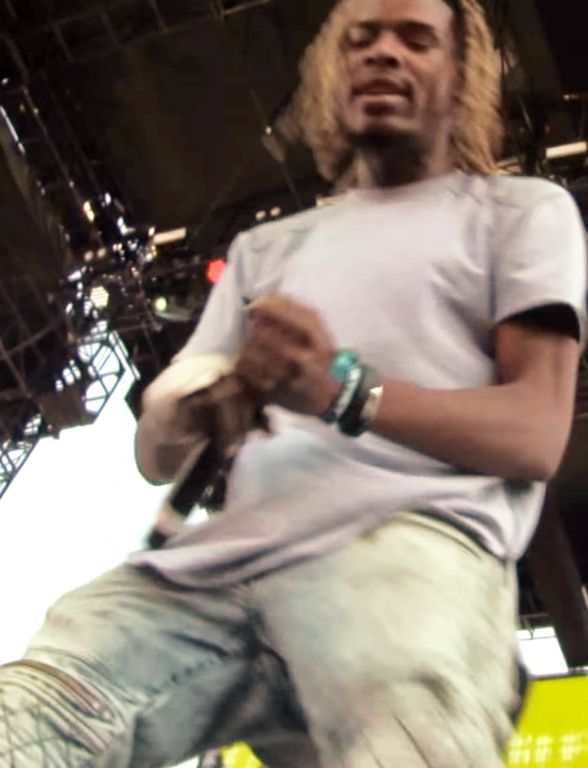
Wap en un concierto en California, Estados Unidos en agosto de 2015.

Wap luego de firmar un contrato discográfico en noviembre de 2014 con 300 Entertainment, empezó a grabar su segunda mixtape la cual llevaba por nombre Fetty Wap: The Mixtape y, originalmente estaba programada para ser lanzada en febrero de 2015, pero el rapero decidió atrasar su publicación para así escribir nuevas canciones. Wap apareció en el primer lugar de la lista anual de los diez «estudiantes de primer año» —en inglés, freshman class— de la revista XXL; un ranquin que supone éxito para diez artistas de rap en su debut. A mediados de febrero, el artista fue un invitado sorpresa de Kanye West en un concierto llevado a cabo en Nueva York, como parte del Roc City Classic.
El 7 de febrero de 2015 «Trap Queen» debutó en la posición 86 del Billboard Hot 100 de Estados Unidos, y para la semana del 28 de marzo, entró en la posición 10 de dicho listado de popularidad, en gran parte por la alta actividad de descargas continua y por las ventas digitales. El tema perduró tres semanas consecutivas en el puesto 2 del Billboard Hot 100, solo detrás de «See You Again» de Wiz Khalifa con Charlie Puth. Billboard la consideró a «Trap Queen» una de las diez mejores canciones de la primera mitad de 2015. El tema recibió alabanzas de parte de los reporteros especializados, asimismo artistas como Kanye West, Beyoncé, Jay Z, Rihanna, entre otros, hicieron comentarios favorables sobre la canción. Ha vendido más de 2.5 millones de copias en los Estados Unidos y está certificada platino por la Recording Industry Association of America (RIAA). En los MC100 Award de 2015, del canal de televisión Music Choice, el videoclip de «Trap Queen» ganó el premio vídeo más reproducido del año.
Wap hizo su debut en la televisión estadounidense el 14 de abril en los MTV Movie Awards 2015 con «Trap Queen», que interpretó junto con Fall Out Boy. El 29 de junio de 2015 Wap lanzó su segundo sencillo, «679», y entró en el puesto número 6 de la lista de popularidad Billboard Hot 100, y ha vendido más de 1.1 millón de copias. En julio, se publicó «May Way» como el tercer sencillo del álbum debut epónimo del rapero; la canción se situó en el puesto 7 del Billboard Hot 100 de Estados Unidos, lo que convirtió a su intérprete en el primer rapero en cuatro años que obtiene tres sencillo entre los primeros diez lugares de dicha lista de éxitos desde que Lil Wayne lo hizo en 2011. Por otro lado, a finales de agosto de 2015, «Again» al entrar en el puesto 8 de la lista Hot Rap Songs, de Billboard, convirtió a Wap el primer rapero en obtener cuatro sencillos simultáneamente entre los primeros diez puesto de dicha lista, con «Trap Queen», «My Way» y «679». En la ceremonia de los MTV Video Music Awards 2015 recibió el galardón artista para vigilar y, estuvo nominado al mejor vídeo hip hop por «Trap Queen» y canción del verano por «My Way». Asimismo en los BET Awards 2015 fue un candidato al mejor artista nuevo. La cadena televisiva MTV ubicó a Wap en el primer puesto de su conteo de los mejores artistas de 2015.
Su álbum debut epónimo se publicó el 25 de septiembre de 2015 a través de los sellos RGF y 300 Entertainment respectivamente; siete temas del disco, incluyendo dos de la versión de lujo, cuentan con la participación vocal de Monty, un integrante de Remy Boyz. Fetty Wap vendió más de 129 000 copias en su primera semana en los Estados Unidos y entró en el puesto número 1 del Billboard 200. En el informe de ventas de álbumes de 2015 en Estados Unidos, Fetty Wap figuró como el décimo más vendido con 1.29 millón de copias, y para marzo de 2016, obtuvo la certificación de platino por la RIAA.
En noviembre de 2015, Wap estuvo nominado a los galardones artista nuevo del año y artista favorito de rap/hip hop en los American Music Awards 2015. Asimismo su sencillo «Trap Queen» obtuvo dos animaciones a los Grammy en las categorías mejor interpretación rap y mejor canción rap para la edición 58 de dicha ceremonia de premiación, que se llevó cabo en febrero de 2016. Los reporteros Ryan Patrick, de USA Today, y Vincenty Samantha, de PopCrush, cuestionaron la decisión de los electores de los Premios Grammy al no incluir a Wap entre los nominados al mejor artista nuevo, alegando que, en comparación con algunos de los candidatos, el rapero fue una de las revelaciones más destacadas de 2015 por el éxito que le deparó su sencillo «Trap Queen».

## Arte

### Influencias y voz
Wap, en ocasiones, lleva puesta una pañueleta con la bandera de Haití estampada. Según él, es un tributo a la abuela de su hija, y al indagar acerca de los antecedentes de la comunidad haitiana desarrolló un amor por su cultura. También usa el lema de la bandera haitiana, que versa acerca de la unidad, elemento que actuó como fundamento para construir su carrera musical. Asimismo, afirma que se siente muy atraído por la cultura haitiana y que no usa la bandera para llamar la atención. Wap tiene una voz de barítono.

## Vida personal
Fetty Wap nació el 7 de junio de 1991 en Paterson, Nueva Jersey, Estados Unidos, como Willie Maxwell II. Su nombre es un tributo a su abuelo. Creció en un proyecto de vivienda social en su ciudad natal. Hijo de una cantante; tiene un hermano que también se dedica a la música y colaboró en la composición de «My Way» (2015). Wap nació con glaucoma en ambos ojos y al ser sometido a una operación a los seis meses, los médicos pudieron salvar el derecho. A los doce años, fue sometido a una cirugía reconstructiva y se le puso una prótesis ocular, aunque antes de lanzar su carrera dejó de usarla, ya que piensa que lo hace diferente a las demás personas. El artista asistió a la Eastside High School de Paterson; sin embargo, en el décimo grado abandonó la escuela. Wap tiene dos hijos, un varón de nombre Aydin (c. 2011) y una niña llamada Zaviera, que nació en 2015.

## Juicio y condena
En octubre de 2021 fue arrestado por pertenecer a una red de distribución de drogas. En mayo de 2023 fue condenado a 6 años de cárcel.

## Discografía
- Fetty Wap (2015)

## Premios y nominaciones
| Año  | Premiación             | Nominado     | Categoría                       | Resultado | Ref.   |
| ---- | ---------------------- | ------------ | ------------------------------- | --------- | ------ |
| 2015 | MC100 Award            | «Trap Queen» | Vídeo Más Reproducido del Año   | Ganador   | [ 19 ] |
| 2015 | BET Awards             | Fetty Wap    | Mejor Artista Nuevo             | Nominado  | [ 26 ] |
| 2015 | MTV Video Music Awards | Fetty Wap    | Artista para Vigilar            | Ganador   | [ 25 ] |
| 2015 | MTV Video Music Awards | «Trap Queen» | Mejor vídeo hip hop             | Nominado  | [ 25 ] |
| 2015 | MTV Video Music Awards | «My Way»     | Canción del verano              | Nominado  | [ 25 ] |
| 2015 | American Music Award   | Fetty Wap    | Artista nuevo del año           | Nominado  | [ 31 ] |
| 2015 | American Music Award   | Fetty Wap    | Artista favorito de rap/hip hop | Nominado  | [ 31 ] |
| 2016 | Premios Grammy         | «Trap Queen» | Mejor interpretación rap        | Nominado  | [ 32 ] |
| 2016 | Premios Grammy         | «Trap Queen» | Mejor canción rap               | Nominado  | [ 32 ] |
| 2016 | People's Choice Awards | Fetty Wap    | Artista revelación favorito     | Nominado  | [ 41 ] |